# Орелијен Тшуамени
Орелијен Џани Тшуамени (фр. Aurélien Djani Tchouaméni; Руан, 27. јануар 2000) јесте француски фудбалер и репрезентативац камерунског порекла. Игра на месту задњег везног. Од 2022. године наступа за Реал Мадрид.

## Клупска каријера
Тшуамени је рођен у француском граду Руан. Одрастао је у Бордоу.

### Бордо
Дебитантски наступ за родни Бордо имао је 26. јула 2018. године на гостовању летонском Вентспилсу у другом колу квалификација за Лигу Европе (0 : 1). Био је у почетном саставу и играо је 89 минута. Први гол у професионалној каријери постигао је 9. августа исте године када је Бордо у гостима дочекао украјински Маријупољ (1 : 3).

### Монако
Дана 29. јануара 2020. године, Тшуамени је потписао уговор са Монаком на четири и по године. После скоро годину дана, успео је постићи свој први лигашки гол за Кнежеве и то у победи од 3 : 1 против Олимпик Марсеља.

### Реал Мадрид
Дана 11. јуна 2022. године, Монако и Реал Мадрид договорили су трансфер Тшуаменија. С мадридским клубом је потписао шестогодишњи уговор. Вредност трансфера је износила око 80 милиона евра, с тим да би коначан износ трансфера требало да износи око 100 милиона евра када се урачунају бонуси.

## Репрезентативна каријера
Тшуамени је пореклом из Камеруна. Дана 26. августа 2021. године, добио је први позив да заигра за сениорску репрезентацију Француске. Четири дана касније имао је деби у дресу те репрезентације против Босне и Херцеговине на утакмици квалификација за Светско првенство 2022. Заменио је Тому Лемара у 46. минуту. Први гол за национални тим постигао је 25. марта наредне године на пријатељској утакмици против Обале Слоноваче.
Уврштен је у тим Француске који је играо на Светском првенству 2022. Дана 11. децембра постигао је свој први гол на светским првенствима у победи од 2 : 1 над Енглеском у четвртфиналу.

## Статистике

### Клуб
Ажурирано 10. новембра 2022.
| Клуб        | Сезона    | Лига                   | Лига    | Лига   | Национални куп | Национални куп | Лига куп | Лига куп | Европа  | Европа | Остало  | Остало | Укупно  | Укупно |
| Клуб        | Сезона    | Ранг                   | Наступи | Голови | Наступи        | Голови         | Наступи  | Голови   | Наступи | Голови | Наступи | Голови | Наступи | Голови |
| ----------- | --------- | ---------------------- | ------- | ------ | -------------- | -------------- | -------- | -------- | ------- | ------ | ------- | ------ | ------- | ------ |
| Бордо Б     | 2017/18.  | Национално првенство 3 | 16      | 3      | —              | —              | —        | —        | —       | —      | —       | —      | 16      | 3      |
| Бордо       | 2018/19.  | Прва лига Француске    | 10      | 0      | 0              | 0              | 0        | 0        | 9       | 1      | —       | —      | 19      | 1      |
| Бордо       | 2019/20.  | Прва лига Француске    | 15      | 0      | 1              | 0              | 2        | 0        | —       | —      | —       | —      | 18      | 0      |
| Бордо       | Укупно    | Укупно                 | 25      | 0      | 1              | 0              | 2        | 0        | 9       | 1      | —       | —      | 37      | 1      |
| Монако      | 2019/20.  | Прва лига Француске    | 3       | 0      | —              | —              | —        | —        | —       | —      | —       | —      | 3       | 0      |
| Монако      | 2020/21.  | Прва лига Француске    | 36      | 2      | 6              | 1              | —        | —        | —       | —      | —       | —      | 42      | 3      |
| Монако      | 2021/22.  | Прва лига Француске    | 35      | 3      | 4              | 1              | —        | —        | 11      | 1      | —       | —      | 50      | 5      |
| Монако      | Укупно    | Укупно                 | 74      | 5      | 10             | 2              | 0        | 0        | 11      | 1      | —       | —      | 95      | 8      |
| Реал Мадрид | 2022/23.  | Ла лига                | 12      | 0      | 0              | 0              | —        | —        | 5       | 0      | 1       | 0      | 18      | 0      |
| Свеукупно   | Свеукупно | Свеукупно              | 127     | 8      | 11             | 2              | 2        | 0        | 25      | 2      | 1       | 0      | 167     | 12     |

1. ↑  Укључује Куп Француске.
2. ↑  Укључује Лига куп Француске.
3. ↑  Наступи у Лиги Европе.
4. ↑  Четири наступа и један гол у Лиги шампиона, седам наступа у Лиги Европе.
5. ↑  Наступи у Лиги шампиона.
6. ↑  Наступ у УЕФА суперкупу.

### Репрезентација
Ажурирано 18. децембра 2022.
| Репрезентација | Година | Наступи | Голови |
| -------------- | ------ | ------- | ------ |
| Француска      | 2021.  | 7       | 0      |
| Француска      | 2022.  | 14      | 2      |
| Укупно         | Укупно | 21      | 2      |

#### Голови за репрезентацију
Ажурирано 13. јуна 2022.
Резултати Француске су наведени на првом месту. Колона „гол” означава резултат на утакмици након Тшуаменијевог гола.
| Бр. гола | Бр. наступа | Датум              | Стадион                             | Противник       | Гол   | Резултат | Такмичење            |
| -------- | ----------- | ------------------ | ----------------------------------- | --------------- | ----- | -------- | -------------------- |
| 1        | 8           | 25. март 2022.     | Стадион Велодром, Марсељ, Француска | Обала Слоноваче | 2 : 1 | 2 : 1    | Пријатељска утакмица |
| 2        | 19          | 10. децембар 2022. | Стадион Ел Бајт, Ел Хур, Катар      | Енглеска        | 1 : 0 | 2 : 1    | Светско првенство    |

## Успеси
Монако
- Куп Француске: финале 2020/21.[17]

Реал Мадрид
- Ла лига: 2023/24.
- Куп Шпаније: 2022/23.
- Суперкуп Шпаније: 2023/24.
- УЕФА Лига шампиона: 2023/24.
- УЕФА суперкуп: 2022, 2024.
- Светско клупско првенство: 2022.

Француска
- УЕФА Лига нација: 2020/21.[18]
- Вицешампион Светског првенства: 2022.[19]

Појединачни
- Млади играч године у Првој лиги Француске у избору Националне уније професионалних фудбалера: 2020/21.[20]
- Члан идеалне екипе у Првој лиги Француске у избору Националне уније професионалних фудбалера: 2020/21,[21] 2021/22.[22]